# Città di Vincent
La città di Vincent è una delle 29 Local Government Areas che si trovano nell'area metropolitana di Perth, in Australia Occidentale. Essa si estende su di una superficie di 11,3 chilometri quadrati ed ha una popolazione di 26.904 abitanti.
Il nome Vincent deriva dalla principale via che attraversa la città, Vincent Street.